# Kodok
Kodok (do 1904 roku Faszoda, Paloich, arab. ‏كودوك‎) – miasto w Sudanie Południowym, nad Białym Nilem, stolica stanu Faszoda.
W 1898 roku wybuchł spór między Francją a Wielką Brytanią o Faszodę. Francja, chcąc połączyć swoje kolonie w Afryce, chciała zająć Sudan, który planowali przejąć także Anglicy. W 1898 francuski kapitan Jean-Baptiste Marchand zajął dla Francji Faszodę, ale już we wrześniu angielski dowódca Horatio Kitchener po dotarciu do Faszody zażądał, by Francuzi opuścili miasto. Marchand powiedział, że to zrobi, ale tylko na rozkaz Paryża. Francuzi zmuszeni byli opuścić Faszodę, gdyż nie byli przygotowani do wojny z Anglią.
Faszoda jest miastem, w którym Stanisław Tarkowski i Nelly Rawlison (bohaterowie W pustyni i w puszczy Henryka Sienkiewicza) mieszkali przez pewien czas z Kalim i Meą (niewolnikami porwanymi przez zwolenników Mahdiego).